# Barbara Wagner (historyk)
Barbara Wagner dawniej Jakubowska, z d. Bartosiewicz (ur. 5 września 1954 w Warszawie) – polska historyk, profesor nadzwyczajny na Wydziale Historii Uniwersytetu Warszawskiego, profesor nauk humanistycznych.

## Życiorys
Studia historyczne na Uniwersytecie Warszawskim ukończyła w 1978. Doktorat obroniła w 1986, a habilitację w 1996. Tytuł naukowy profesora uzyskała w 2014.
Specjalizuje się w dydaktyce historii, historii historiografii i historii najnowszej. Pełni funkcję kierownika Zakładu Dydaktyki Historii w Instytucie Historycznym Uniwersytetu Warszawskiego.

## Ważniejsze publikacje
- Przeobrażenia w edukacji historycznej w Polsce w latach 1945-1956 (1986)
- Ruch ludowy wobec przeszłości narodowej (1995)
- Uzależnieni wolnomyśliciele. Stowarzyszenie Myśli Wolnej w Polsce 1945 – 1951 (2002)
- Strategia wychowawcza w PRL (2009)
- Szkoła publiczna w Polsce w XX wieku : zarys dziejów społecznych (2013)